# The Outlaw (film 1912)
The Outlaw è un cortometraggio muto del 1912 diretto da George Melford. Il western era interpretato da Carlyle Blackwell e da Alice Joyce.

## Produzione
Il film, prodotto dalla Kalem Company, fu girato a Glendale, in California.

## Distribuzione
Il film - un cortometraggio in una bobina - fu distribuito nelle sale dalla General Film Company il 6 maggio 1912. Copia del film è conservata negli archivi della George Eastman House.